# Isaac Kitrosser
Isaac Kitrosser, né à Soroca en Moldavie le 27 août 1899 et mort à Paris le 10 août 1984, est un photojournaliste français, photographe d'art, ingénieur chimiste et inventeur des procédés photographiques.

## Biographie

### Famille
Isaac Khunovich Kitrosser est né le 27 août 1899 à Soroca en Moldavie (alors en Russie). Il est l'aîné des trois fils de Khuna Isaakovich Kitrosser (1874-1941), propriétaire foncier et photographe daguerréotype, et de Blyuma Moiseevna Kitrosser. Ses deux frères sont Louis et Samuel, qui est devenu également un innovateur photographique aux États-Unis avec Polaroid Corporation, Itek Corporation, et Cordell Engineering, Inc. 
,
Ses deux parents ont péri durant la Shoah,.
Son père, ainsi que ses cousins Osip Moiseevich Kitroser et Grigory Moiseevich Kitroser, ont été abattus à la suite de l'occupation allemande et roumaine de Soroca en juillet 1941. Sa mère est morte après son expulsion,.
Une autre des cousines de son père, Berthe Moiseevna Kitroser, était la compagne et l'épouse du sculpteur Jacques Lipchitz. Modigliani les a peints tous les deux dans Jacques et Berthe Lipchitz (1916).
Isaac Kitrosser épouse Eugenia Brodskaya. Ils ont une fille, Ariane Kitrosser Scarpa.

### Carrière

#### Avant la guerre
Kitrosser est diplômé du gymnasium de Soroca en 1916 et de l'Institut Électrotechnique de l'Université de Prague, après avoir étudié le génie mécanique et électrique. Il s'installe à Paris en 1922 et ouvre un magasin de matériel photographique, poursuivant ses activités de photographe et d'artiste. Dans les années 1930, il invente une technique de photographie chromogénique utilisant la lumière ultraviolette et les rayons X. Avec cette technique, il réalise des photographies aux rayons X colorées de choses telles que la main de l'homme, des fleurs, et des hippocampes.
Dès 1930, Kitrosser utilise un appareil photo Leica, l'un des premiers photojournalistes en France à le faire. Il devient photographe pour le cinéaste Abel Gance. Son portrait de Gance en tant que Jésus-Christ dans La Fin du Monde (1931) obtient une grande notoriété. Son travail attire l'attention de Lucien Vogel, créateur de Vu, qui l'engage pour le magazine. Dans les années 1930, ses photographies d'art et son photojournalisme paraissent dans Paris-Soir ainsi que dans Vu.
Kitrosser, surnommé "Kitro", est un habitué des salles de rédaction de magazines européens des années 1930. À l'instar de son collègue photographe Erich Salomon à Londres, il devient célèbre pour avoir discrètement photographié les coulisses, une vogue journalistique des hebdomadaires européens d'avant-guerre. Les sujets qui l'intéressent sont l'architecture, ancienne et nouvelle, et la politique. Il se rend à Cormeilles-en-Parisis (Val-d'Oise) pour photographier le lieu de naissance et la ville natale de Louis Daguerre, pionnier de la photographie. Il réalise aussi des photographies abstraites du design d'intérieur du grand magasin le "Printemps" et de l'exposition "Optique" au Palais de la découverte lors de l'Exposition universelle de 1937.

#### Life
Kitrosser devint correspondant du magazine américain Life en 1938. Le numéro du 25 avril 1938 publie ses photographies de réfugiés républicains espagnols dans les Pyrénées. Le même numéro propose un autoportrait photographique, « se livrant à son passe-temps, photographiant des insectes à la lumière infrarouge », avec une brève biographie. La photographie, pour Kitrosser, a toujours été une opportunité pour "immobiliser la vie". Life  rapporte que Kitrosser « est extrêmement gros et fier de l'être. Ingénieur de formation, il est photographe depuis dix ans, mais se considère toujours comme un amateur ».
Parmi les autres travaux de cette période figurent des portraits de Luigi Pirandello, prix Nobel de littérature 1934; des dirigeants locaux de l'Afrique coloniale française du Sénégal, du Soudan, de la Côte d’Ivoire et de l'Afrique équatoriale(Gabon et Tchad) assistants aux célébrations du 14 juillet en France en 1938; et du ministre des Finances, Paul Reynaud, après une réunion du Cabinet français.
Il couvre des événements tels qu’Édouard Belin, l’inventeur du bélinographe, présent durant une célébration en l'honneur de Louis Daguerre; sur scène avec l’actrice Mona Goya; une fête champêtre au Château Saint-Firmin; une grève à Citroën en 1938; et la mobilisation de réservistes français à partir du 23 septembre 1938.
Lors d'un bal à l'ambassade américaine à Paris le 1er février 1939, il photographie l'ambassadeur américain William C. Bullitt; les politiciens français Joseph Paul-Boncour et Paul Reynaud; le sculpteur américain Jo Davidson; le danseur russe Serge Lifar; et la duchesse de Windsor s'entretenant avec Marthe Lahovary, princesse Bibesco.

#### Seconde Guerre mondiale
Kitrosser s'engage dans la Résistance française pendant la Seconde Guerre mondiale. Arrêté par la Gestapo et interné à Septfonds (Tarn-et-Garonne), il réussit à le photographier. Ses photographies, notamment Cérémonie juive dans le camp de Septfonds, comptent parmi les premières photos de camps de concentration publiées après la libération de 1944.

#### Après la guerre
Après la guerre, Kitrosser travaille au personnel de Paris-Match (1948-1955). Ses photographies illustrent la Bibliothèque de l'amitié, une série de livres pour jeunes, publiée par Rageot à partir de 1959, y compris les couvertures, illustrées par des scènes réalistes. En tant qu'ingénieur chimiste, il est membre de l'Union des ingénieurs certifiés russes en France (1968-1978).
Son décès survient à Paris le 10 août 1984.